# Правешка-Лакавица
Правешка-Лакавица (болг. Правешка Лакавица) — село в Болгарии. Находится в Софийской области, входит в общину Правец. Население составляет 101 человек (2022).

## Политическая ситуация
Правешка-Лакавица подчиняется непосредственно общине и не имеет своего кмета.
Кмет (мэр) общины Правец — Красимир Василев Живков (Красимир Василев Живков) по результатам выборов в правление общины.